# Zeitschrift für Datenschutzrecht
Die Zeitschrift für Datenschutzrecht (abgekürzt „ZD“) ist eine juristische Fachzeitschrift. Sie befasst sich mit praxisrelevanten Aspekten des Datenschutzes. Die ZD erscheint seit September 2011 monatlich im Verlag C.H. Beck München. Sie richtet sich an Rechtsanwälte, Datenschutzbeauftragte, Betriebsräte, Juristen in Unternehmen, Gerichte, Behörden, Compliance Officer, Revisoren, Universitäten, Referendare und Studenten.
Bis 2024 trug sie den Titel Zeitschrift für Datenschutz.
Die Zeitschrift für Datenschutzrecht konzentriert sich auf Themen aus der Unternehmenspraxis, wie etwa Beschäftigtendatenschutz, Datenschutz im Konzern, Compliance, Einwilligung, Telekommunikation, Soziale Netzwerke, Datenübermittlungen in Drittstaaten, neue Gesetze und Vorgehen der Aufsichtsbehörden. Neben einem Editorial enthält sie einen Nachrichtenteil, Aufsätze mit praxisorientierten Lösungsvorschlägen und teilweise kommentierte gerichtliche und behördliche Entscheidungen.